# Sant Marc de Brocà
Sant Marc de Brocà és una muntanya de 1.611 metres que es troba al municipi de Guardiola de Berguedà, a la comarca catalana del Berguedà.
Al cim podem trobar-hi un vèrtex geodèsic (referència 283084001).
Aquest cim està inclòs al llistat dels 100 cims de la FEEC.